# Allium gusaricum
Allium gusaricum — вид рослин з родини амарилісових (Amaryllidaceae); поширений в Узбекистані й Таджикистані.

## Поширення
Поширений в Узбекистані й Таджикистані.